# Światowy Finał IAAF 2009
7. Światowy Finał IAAF (ang. 2009 IAAF World Athletics Final) – zawody lekkoatletyczne, które zostały rozegrane 12 i 13 września 2009 w greckich Salonikach. Impreza odbyła się na stadionie Kaftanzoglio. Organizacją zawodów zajął się Grecki Związek Lekkiej Atletyki. Decyzję o przyznaniu Salonikom organizacji zawodów podjęto, na posiedzeniu IAAF w Londynie w kwietniu 2008. Rywalem greckiego miasta była Bydgoszcz.

## Rezultaty

### Mężczyźni
| Konkurencja           | 1. miejsce           | 1. miejsce | 2. miejsce          | 2. miejsce | 3. miejsce             | 3. miejsce |
| --------------------- | -------------------- | ---------- | ------------------- | ---------- | ---------------------- | ---------- |
| 100 m                 | Tyson Gay            | 9,88       | Asafa Powell        | 9,90       | Darvis Patton          | 10,00      |
| 200 m                 | Usain Bolt           | 19,68 =CR  | Wallace Spearmon    | 20,21      | Brendan Christian      | 20,65      |
| 400 m                 | LaShawn Merritt      | 44,93      | Chris Brown         | 45,49      | David Neville          | 45,60      |
| 800 m                 | David Lekuta Rudisha | 1:44,85 CR | Gary Reed           | 1:45,23    | Mbulaeni Mulaudzi      | 1:45,53    |
| 1500 m                | William Biwott       | 3:35,04    | Leonel Manzano      | 3:35,40    | Augustine Choge        | 3:35,46    |
| 3000 m                | Kenenisa Bekele      | 8:03,79    | Bernard Lagat       | 8:04,00    | Sammy Alex Mutahi      | 8:04,64    |
| 5000 m                | Imane Merga          | 13:29,75   | Micah Kogo          | 13:29,76   | Edwin Soi              | 13:29,76   |
| 110 m przez płotki    | Ryan Brathwaite      | 13,16      | Dexter Faulk        | 13,26      | Dwight Thomas          | 13,29      |
| 400 m przez płotki    | Kerron Clement       | 48,11      | Louis Jacob van Zyl | 48,74      | Periklis Jakowakis     | 48,90      |
| 3000 m z przeszkodami | Ezekiel Kemboi       | 8:04,38    | Paul Kipsiele Koech | 8:05,47    | Bouabdellah Tahri      | 8:09,14    |
| Skok wzwyż            | Jarosław Rybakow     | 2,34       | Jaroslav Bába       | 2,32       | Jesse Williams         | 2,29       |
| Skok o tyczce         | Maksym Mazuryk       | 5,70       | Derek Miles         | 5,60       | Damiel Dossévi         | 5,60       |
| Skok w dal            | Fabrice Lapierre     | 8,33w      | Dwight Phillips     | 8,24       | Godfrey Khotso Mokoena | 8,17       |
| Trójskok              | Arnie David Giralt   | 17,45      | Leevan Sands        | 17,19      | Momcził Karailiew      | 17,18      |
| Pchnięcie kulą        | Christian Cantwell   | 22,07 CR   | Tomasz Majewski     | 21,21      | Pawieł Sofjin          | 20,82      |
| Rzut dyskiem          | Virgilijus Alekna    | 67,63      | Robert Harting      | 66,37      | Piotr Małachowski      | 65,60      |
| Rzut młotem           | Primož Kozmus        | 79,80      | Igors Sokolovs      | 79,32      | Krisztián Pars         | 77,49      |
| Rzut oszczepem        | Andreas Thorkildsen  | 87,75      | Tero Pitkämäki      | 84,09      | Mark Frank             | 82,46      |

### Kobiety
| Konkurencja           | 1. miejsce             | 1. miejsce     | 2. miejsce                 | 2. miejsce | 3. miejsce             | 3. miejsce |
| --------------------- | ---------------------- | -------------- | -------------------------- | ---------- | ---------------------- | ---------- |
| 100 m                 | Carmelita Jeter        | 10,67 CR WL    | Shelly-Ann Fraser          | 10,89      | Kerron Stewart         | 10,90      |
| 200 m                 | Allyson Felix          | 22,29          | Sanya Richards             | 22,29      | Kerron Stewart         | 22,42      |
| 400 m                 | Sanya Richards         | 49,95          | Novlene Williams-Mills     | 50,34      | Shericka Williams      | 50,49      |
| 800 m                 | Anna Willard           | 2:00,20        | Maggie Vessey              | 2:00,31    | Jennifer Meadows       | 2:00,41    |
| 1500 m                | Nancy Langat           | 4:13,63        | Hannah England             | 4:14,05    | Christin Wurth-Thomas  | 4:14,10    |
| 3000 m                | Meseret Defar          | 8:30,15 WL     | Vivian Cheruiyot           | 8:30,61    | Wude Ayalew            | 8:30,93    |
| 5000 m                | Meseret Defar          | 15:25,43       | Tirunesh Dibaba            | 15:25,92   | Vivian Cheruiyot       | 15:26,21   |
| 100 m przez płotki    | Brigitte Foster-Hylton | 12,58          | Dawn Harper                | 12,61      | Delloreen Ennis-London | 12,61      |
| 400 m przez płotki    | Melaine Walker         | 53,36 CR       | Kaliese Spencer            | 53,99      | Josanne Lucas          | 54,31      |
| 3000 m z przeszkodami | Ruth Bosibori          | 9:13,43 CR     | Milcah Chemos Cheywa       | 9:20,19    | Gladys Kipkemoi        | 9:21,18    |
| Skok wzwyż            | Blanka Vlašić          | 2,04 CR        | Anna Cziczerowa            | 2,00       | Antonietta Di Martino  | 1,97       |
| Skok o tyczcze        | Jelena Isinbajewa      | 4,80           | Fabiana Murer Monika Pyrek | 4,60       |                        |            |
| Skok w dal            | Brittney Reese         | 7,08           | Jelena Sokołowa            | 6,81       | Tatjana Lebiediewa     | 6,79       |
| Trójskok              | Mabel Gay              | 14,62          | Biljana Topić              | 14,56      | Tatjana Lebiediewa     | 14,48      |
| Pchnięcie kulą        | Valerie Vili           | 21,07 CR AR WL | Nadzieja Astapczuk         | 19,56      | Natalla Michniewicz    | 19,27      |
| Rzut dyskiem          | Yarelis Barrios        | 65,86 CR       | Żaneta Glanc               | 63,36      | Mélina Robert-Michon   | 61,74      |
| Rzut młotem           | Betty Heidler          | 72,03          | Clarissa Claretti          | 70,56      | Martina Hrašnová       | 70,45      |
| Rzut oszczepem        | Marija Abakumowa       | 64,60          | Barbora Špotáková          | 63,45      | Steffi Nerius          | 62,59      |

## Rekordy
Podczas zawodów ustanowiono 3 krajowe rekordy w kategorii seniorów:
| Zawodnik      | Reprezentacja | Konkurencja                   | Rezultat | Uwagi                      |
| ------------- | ------------- | ----------------------------- | -------- | -------------------------- |
| Roba Gari     | Etiopia       | bieg na 3000 m z przeszkodami | 8:11,32  |                            |
| Biljana Topić | Serbia        | trójskok                      | 14,56    |                            |
| Valerie Vili  | Nowa Zelandia | pchnięcie kulą                | 21,07    | Rekord Australii i Oceanii |